# Паче дел Мела
Па̀че дел Мѐла (на италиански: Pace del Mela, на сицилиански Paci, Пачи) е градче и община в Южна Италия, провинция Месина, автономен регион и остров Сицилия. Разположено е на 114 m надморска височина. Населението на общината е 6372 души (към 2012 г.).